# ناجورها (فیلم ۱۳۵۳)
ناجورها فیلمی ایرانی به کارگردانی سعید مطلبی در سال ۱۳۵۳ است.

## خلاصه داستان
رضا بازارچه (رضا بیک ایمانوردی) که با دوستش غفور در کار قاچاق است محموله‌ای را به سلمان تحویل می‌دهند. رضا توسط ژاندارم‌ها دستگیر می‌شود و غفور از سلمان کیف محتوی پول قاچاق را طلب می‌کند. سلمان کیف را به زنی سپرده است، و غفور و بشیر (علی آزاد) کیف را از زن پس می‌گیرند و بشیر از زن هتک حرمت می‌کند. سحر به شوهرش اسلام (محمدعلی فردین) می‌گوید که اسم یکی از متجاوزان رضا بازارچه بوده‌است. اسلام به شهر می‌رود و رضا را در زندان ملاقات می‌کند. وقتی اسلام در یک دعوای ساختگی به زندان می‌افتد آن دو را به زندان دیگری منتقل می‌کنند. اسلام و رضا بر اثر تصادف اتومبیل شان می‌گریزند، و اسلام وقتی به روستای زادگاهش می‌رسد همسرش خودکشی کرده‌است. وقتی مادر اسلام رضا را می‌بیند شهادت می‌دهد که او متجاوز نبوده‌است. رضا از نشانی‌هایی که پیرزن می‌دهد غفور را می‌شناسد و با اسلام درگرفتن انتقام از غفور همراه می‌شود. آن‌ها از طریق غفور به بشیر می‌رسند و اسلام بشیر را از پا درمی‌آورد و با رسیدن ژاندارم‌ها خود را تسلیم می‌کند.

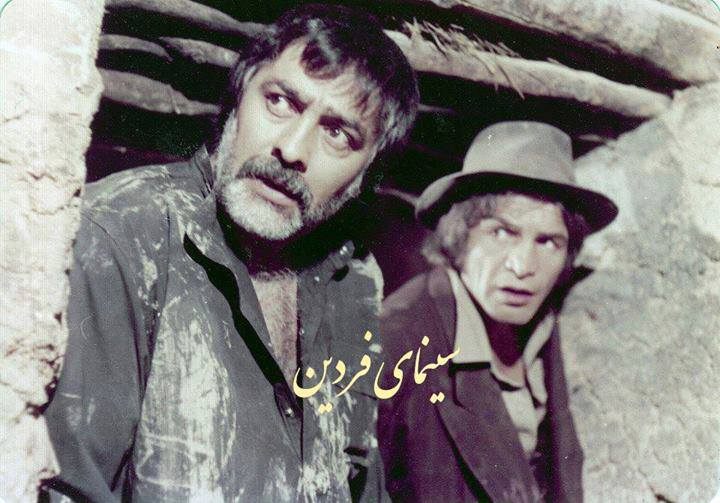
رضا بیک ایمانوردی و محمد علی فردین در فیلم ناجورها